# 鴻池新田
鴻池新田（こうのいけしんでん）は、かつて河内国（現在の大阪府東大阪市）で開墾された新田のひとつ。

## 概要
江戸時代中期に、大阪の豪商・鴻池家3代目、鴻池善右衛門宗利によって開墾された。当初の入植者は8軒ほどで、2回目に10数軒が入植。2010年時点で13代目位の人々が住んでいる。
主な入植者居住場所は鴻池本町（会所の北東エリア）となっており、最も古い地域となる。

## 歴史
宝永元年（1704年）に大和川付け替え工事が行なわれ、旧河川・水位が減少した湖沼に広大な敷地が生じた。そのうちの新開池という大きな池のあった辺り（現在の東大阪市北部の鴻池町周辺）200町歩あまりの開発権利を、大和屋六兵衛・庄屋長兵衛両名が落札した。それを鴻池善右衛門が譲り受け、新田開発を行った。
新田開墾のため伊勢や枚方などあちこちから農民を入植させた。村高は「天保郷帳」・「旧高旧領」共に1706石余。宝永2年（1705年）に工事が開始され、大和川付け替え工事でできた新田の中でも最大の開発面積（約119ヘクタール）となった。
鴻池、三島、新庄あたりは米農家が多く、台所が土間の家がいくつか平成近くまで現存していた。村民達は互いに「鴻池の○○」「三島の○○」と村の名前をつけて呼び合い、互いに婚姻をするなど結びつきが強かった。鴻池本町はとくに水路が多く、各々の所有する舟が家の軒先に吊ってあり、それで米を会所まで運んでいた。
昭和時代後期以降の宅地開発によって、耕作地は住宅地へと変貌していった。
1889年（明治22年）に中河内郡北江村が成立した際にその大字になっている。

## 旧鴻池新田会所
鴻池新田会所とは、東大阪市鴻池元町にある建築物。もとは、鴻池新田にある田畑や水路・道路等の維持管理を行なうための事務所として建設された。会所には船着き場がある。敷地北側（JR側）に堀の跡が残る。

### 会所概要
鴻池新田の管理事務所として、宝永4年（1707年）に完成した。当時の建築物や濠がほぼそのまま現存しており、貴重な文化遺産として敷地は1976年（昭和51年）に国の史跡に指定され、また本屋、屋敷蔵、文書蔵、米蔵、道具蔵の5棟が1980年（昭和55年）に国の重要文化財に指定された。 現在は東大阪市が所有・管理している。
平成9年（1998）9月より、郷土資料館として一般公開されている。
かつての敷地の西半分には新田管理人の役宅があったが、現在は鴻池合資会社が経営するグラナリーコートというショッピングモールになっている。

### 利用案内
- 開館時間：午前10時～午後4時
- 休館日：月曜日、祝日の翌日（月曜日が祝日の場合はその翌日）、年末年始（12月29日～1月4日） 
  - 展示準備・保全のため休館する場合あり。
- 観覧料：一般者 = 300円（団体20人以上、1人1回 250円）、小中学生 = 200円（団体20人以上、1人1回 150円）

### 交通アクセス
- JR学研都市線 鴻池新田駅下車、南東へ徒歩約5分。

## 鴻池水路
上記・鴻池新田会所に隣接する形で、鴻池水路がある。元々農業用水などに利用されていたが、農地の住居化や、下水道の整備が進み、水路そのものの価値観・役割が失われてきた。
そこで、東大阪市が鴻池新田にある下水処理場を「鴻池水みらいセンター」としてリニューアルし、そこで処理された下水を小河にした上で、全体東西に約3㎞に伸びる水路を、3つのエリア・7つのゾーンに分けて、緑地帯や遊歩道、鳥や魚などが寄り添うビオトープとして整備された。
大きく鴻池水みらいセンターのすぐ近くを流れる、鴻池新田駅・大阪中央環状線沿い、鴻池新田会所のある付近を、歴史的な遺産としての鴻池水路の価値を広める場として「西エントランスゾーン」と「歴史を演出するゾーン」からなる「歴史エリア」、府道石切大阪線に沿った、寺島公園のある付近を緑地帯と自然の融合ができる場として「野辺の水辺との出会いゾーン」、「緑との出会いゾーン」、「水とのふれあいゾーン」からなる「親水エリア」、さらに住道駅に近い府道石切大阪線と八尾枚方線が交わる位置に滅菌施設がある「東エントランスゾーン」からなる「浄化施設エリア」で構成されている。
鴻池水路は、2004年に国土交通大臣表彰の「いきいき下水道賞」で下水道有効利用部門賞を受賞した。